# アマリリス (渡辺美奈代の曲)
「アマリリス」は、1987年7月29日に、リリースされた渡辺美奈代の5枚目のシングル。CBSソニーより発売された。

## 解説
- おニャン子クラブ在籍時に発売された最後のソロシングルである。
- デビュー曲から5作連続のオリコンチャート初登場1位となり、これまでのデビューから4作連続オリコンチャート初登場1位であった、新田恵利 (「内緒で浪漫映画」)、高井麻巳子 (「かげろう」)、渡辺満里奈 (「夏休みだけのサイドシート」)を抜いて記録を更新した。この記録は光GENJI の6作目「地球をさがして」(1989年3月6日発売)まで、1年8か月続いた。女性歌手に限れば、HKT48 の「しぇからしか!」(2015年11月25日発売)まで記録は破られなかった。ソロでの再デビュー歌手に限定すれば、まだこの記録は破られていない(5作連続1位で堂本剛、山下智久と並んでいる)。
- 前作とは一転し、1983年ごろを最後に姿を消した感のある、かつてのアイドルポップスの定番の1つであった、切なさいっぱいに熱唱する楽曲を蘇らせてきたが、このタイプの楽曲も本作が最後となっている。

## 収録曲
1. アマリリス（3:58） 
  - 作詞: 和泉ゆかり、作曲・編曲: 後藤次利
2. 神様のタイミング（3:19） 
  - 作詞・作曲: 遠藤京子、編曲: 中村哲

## 収録アルバム
- アマリリス
  - フリル
  - KISS! KISS! KISS! -MINAYO WATANABE BEST-
  - 渡辺美奈代ベスト・コレクション
  - GOLDEN☆BEST 渡辺美奈代 SINGLES
  - 渡辺美奈代 30th Anniversary Complete Singles Collection Disc 1 M-9
  - おニャン子クラブA面コレクション Vol.5 M-10
  - 結成30周年記念CD-BOX シングルレコード復刻ニャンニャン Disc 67 ※オリジナカラオケ含む
  - おニャン子クラブ(結成30周年記念) シングルレコード復刻ニャンニャン［通常盤］5 Disc 1 M-9

- 神様のタイミング
  - フリル
  - 渡辺美奈代 30th Anniversary Complete Singles Collection Disc 1 M-10
  - おニャン子クラブB面コレクション Vol.5 M-10
  - 結成30周年記念CD-BOX シングルレコード復刻ニャンニャン Disc 67 ※オリジナカラオケ含む
  - おニャン子クラブ(結成30周年記念) シングルレコード復刻ニャンニャン［通常盤］5 Disc 1 M-10